# Лі Калгун
Лі Квінсі Калгун (англ. Lee Quincy Calhoun; нар. 23 лютого 1933 — пом. 21 червня 1989) — американський легкоатлет, який спеціалізувався в бігу з бар'єрами.

## Із життєпису
Дворазовий олімпійський чемпіон з бігу на 110 метрів з бар'єрами (1956, 1960).
Срібний призер Панамериканських ігор з бігу на 110 метрів з бар'єрами (1959). Програв співвітчизнику Гейсу Джонсу, який здобуде олімпійський титул на цій дистанції у 1964.
Триразовий чемпіон США з бар'єрного бігу на 120 ярдів та 110 метрів (1956, 1957, 1960).
Був відсторонений від змагань на один сезон (1958). Причиною стало отримання приза за участь у телешоу, що порушувало тогочасні аматорські принципи у легкій атлетиці.
Ексрекордсмен світу з бігу на 110 метрів з бар'єрами.
По завершенні змагальної кар'єри працював тренером, входив до складу тренерської групи легкоатлетичної збірної США на Іграх-1968 та 1976.
Помер у 56 років.

## Основні міжнародні виступи
| Рік  | Змагання             | Місто    | Місце | Дисципліна | Примітки         |
| ---- | -------------------- | -------- | ----- | ---------- | ---------------- |
| 1956 | Олімпійські ігри     | Мельбурн | 1     | 110 м з/б  | Відео на YouTube |
| 1959 | Панамериканські ігри | Чикаго   | 2     | 110 м з/б  |                  |
| 1960 | Олімпійські ігри     | Рим      | 1     | 110 м з/б  | Відео на YouTube |

## Визнання
- Член Зали слави легкої атлетики США (1974)[2]

- Член Олімпійської зали слави США (1991)[3]